# Sgabeo
Le sgabeo (pluriel, sgabei) est un aliment typique de la Lunigiana,,, une région historique italienne aujourd'hui divisée entre la Ligurie et la Toscane. Il s'agit d'une pâte à pain levée, coupée en lanières, frite et salée en surface, qui est traditionnellement consommée nature ou farcie de fromage ou de charcuterie,,.
Il n'est pas rare que le sgabeo soit également proposé, depuis quelques décennies, comme une friandise, fourré de crème pâtissière ou de chocolat.  

## Origines
La recette du sgabei trouve son origine dans le Val di Magra, dans l'extrême est de la Ligurie, où les femmes faisaient frire la pâte restante de la fabrication du pain dans du saindoux pour créer une sorte de pain frit pour accompagner la charcuterie et les fromages. La pâte à pain était enrichie de farine de maïs qui la rendait plus croustillante et sèche. Les sgabei étaient préparés pour les hommes qui allaient travailler dans les champs et qui les mangeaient à l'heure du déjeuner.

## Préparation contemporaine
Aujourd'hui, les sgabei sont surtout proposés à l'occasion des fêtes de village ou comme apéritif ou deuxième plat dans les restaurants et les cuisines de La Spezia et de la Lunigiana. La forme actuelle est constituée de bandes de pâte levée d'environ 3 à 4 cm de large et de 15 à 30 cm de long. La friture a lieu dans l'huile d'olive jusqu'à ce que le sgabeo soit cuit et doré.

## Variantes et dénominations

### Dans le nord et le centre de l'Italie
Ce produit, avec quelques différences, est répandu dans diverses zones de la vallée du Pô et des régions du nord des Apennins :
- à Massa, en Versilia et dans une partie de la Garfagnana, on l'appelle panzanella bien qu'elle diffère totalement de la panzanella toscane, qui n'apparaît qu'à Lucques et Viareggio. Dans le reste de la Garfagnana, dans le moyen Val di Serchio, dans les Alpes apuanes du Sud et dans le Val di Lima, on l'appelle pasta fritta. Dans la plaine de Lucques et dans les collines immédiatement environnantes, dans le Val Freddana et Pizzone, on l'appelle quartuccio ou pasta fritta. Dans d'autres régions de la Toscane, on l'appelle ficattola, dans la province de Florence aussi[pas clair] coccolo ;
- en Émilie, surtout dans la province de Parme, on l'appelle torta fritta ; dans les provinces de Piacenza, Reggio d'Émilie et Modène, gnocco fritto ;
- à Bologne, on le nomme crescentina frite ;
- en Romagne, on l'appelle piada frite ;
- à Mantoue et à Ferrare, on l'appelle pinsin ;
- à Carbonate, dans la région de Côme, les sgabei sont le produit typique à l'occasion de la fête patronale[8],[9] ;
- à Fosdinovo, dans la province de Massa-Carrara, les sgabei sont le produit typique servi lors du festival annuel de la Résistance, Fino al Cuore della Rivolta.

### Dans le reste de l'Italie
À Naples, il existe les pizzelle, également appelées scugnizzi ou straccetti dans la version obtenue à partir des restes de pâte à pizza. Parmi ces derniers, la version salée est généralement assaisonnée de roquette et de tomates cerises, et la version sucrée, les angioletti, est trempée dans une crème de noisette ou de pistache et saupoudrée de sucre glace. La pizzelle peut être confectionné en différents types de pâtes, plus molles et plus légères que celle de la pizza et peut être servie nature avec un peu de sel ou de sucre, ou accompagner de la charcuterie et des fromages, ou encore assaisonnée d'une sauce tomate, basilic et ail préalablement préparée et cuite avec du fromage en flocons ou râpé et/ou une tranche de fior di latte ou de Provolone Valpadana. Dans ce cas, elles prennent la dénomination de montanare dont il existe également une version qui est d'abord frite puis cuite au four.
Dans les Abruzzes, on prépare une pizza frite, également appelée pizz'onta (pizza grasse) en dialecte, pour souligner qu'il s'agit d'une pizza qui doit être frite dans beaucoup d'huile. Autrefois, on la mangeait nature avec une pincée de sel ou de sucre. Aujourd'hui, les pizz'onte sont accompagnés des arrosticini classiques ou farcis de salami et de fromages typiques des Abruzzes.

### À l'étranger
En Uruguay et en Argentine, dont les populations ont historiquement eu une énorme contribution migratoire italienne, il existe un produit très similaire appelé sopaipilla. Selon la tradition, dans les zones rurales, le pain était cuit dans des fours en argile situés à l'extérieur des maisons, il était donc impossible de le faire les jours de pluie. Par conséquent, selon la tradition des deux pays, la pâte à pain elle-même était frite dans du suif de bovin, à l'intérieur des maisons, comme substitut. Cette tradition est préservée aujourd'hui et toujours, surtout en hiver, les gens préparent des sopaipilla pour accompagner le maté, le matin ou l'après-midi. Les sopaipilla sont souvent consommées avec de la confiture de lait ou simplement saupoudrées de sucre.